# Helmut Hartwig (Generalmajor)
Helmut Hartwig (* 4. Januar 1920 in Chemnitz; † 9. Januar 1994 in Berlin) war ein Generalmajor des Ministeriums für Staatssicherheit (MfS) der DDR und Leiter der Abteilungen VI und VIII der Hauptverwaltung A (HVA) des MfS.

## Leben
Der Sohn eines Schlossers und einer Arbeiterin absolvierte nach dem Besuch der Volksschule ab 1934 eine Lehre zum Rechtsanwalts- und Notariatsangestellten und war bis 1938 als solcher tätig. 1938 wechselte er als Sachbearbeiter zu einer Angestellten-Krankenkasse. 1940 wurde Hartwig zum Reichsarbeitsdienst und später zur Wehrmacht eingezogen, von der er 1945 desertierte. Er nutzte die Wirren der letzten Kriegswochen aus und setzte sich nach den Bombardements auf Dresden von dort aus in seine Heimatstadt Chemnitz ab, wo er am 9. Mai 1945 eintraf. Er meldete sich im Stadtbezirksamt Gablenz und bekam dort von einem KPD-Funktionär, der ihn noch als Kind kannte, den Auftrag, eine antifaschistische Jugendgruppe auf die Beine zu stellen. So blieb ihm die sowjetische Kriegsgefangenschaft erspart.
1945 trat Hartwig der KPD bei und wurde Vorsitzender des Antifa-Jugendausschusses Chemnitz. 1946 ernannte man ihn zunächst zum FDJ-Vorsitzenden des Kreises Chemnitz, dann zum Instrukteur beim FDJ-Landesvorstand Sachsen. Zwischen 1946 und 1947 war er zudem Mitglied des FDJ-Kreisverbandes Chemnitz sowie Stadtverordneter. Ab 1947 war Hartwig zudem Organisationssekretär des FDJ-Landesvorstands sowie bis 1950 Mitglied des SED-Landesvorstands Sachsen. Von 1947 bis 1952 gehörte er dem Zentralrat der FDJ an und war ab 1948 Erster Sekretär des FDJ-Landesvorstands Sachsen. Von 1950 bis 1951 war Hartwig 2. Sekretär des Zentralrats der FDJ sowie für FDJ und SED Mitglied des sächsischen Landtages. Als Leiter des Organisationskomitees half er bei der Durchführung der III. Weltfestspiele in Ost-Berlin. Von 1950 bis 1954 war Hartwig Kandidat des ZK der SED.
Im November 1951 erfolgte seine Einstellung beim Auslandsnachrichtendienst Institut für wirtschaftswissenschaftliche Forschung (IWF), der späteren Hauptabteilung (HA) XV (ab 1953) bzw. HVA des MfS (ab 1956). Dort übernahm er zunächst die stellvertretende, ab 1952 alleinige Leitung der HA VI (Ausbildung). 1958/59 besuchte er die Parteihochschule „Karl Marx“ beim ZK der SED. Anschließend übernahm er die Leitung der Abteilung VIII (operative Technik) der HVA. 1966 absolvierte er ein Fernstudium an der Fachschule für Ökonomie Rodewisch. 1980 ernannte man ihn zum Generalmajor. 1985 wurde Hartwig altersbedingt entlassen. Bis zu seinem Tod lebte er als Rentner in Berlin.

## Auszeichnungen
- 1961 Vaterländischer Verdienstorden in Bronze und 1985 in Gold

## Privates
Hartwig war seit 1947 mit Charlotte Hartwig geborene Otto verheiratet und war ein Schwager des MfS-Obersten Alfred Schönherr (1909–1986).